# فانجا إيليتش
فانجا إيليتش (مواليد 10 فبراير 1927) هو سبّاح يوغوسلافي، مثّل بلاده في الألعاب الأولمبية الصيفية 1948.

## روابط خارجية
فانجا إيليتش على موقع أوليمبيديا (الإنجليزية)